# سرمسجد (ایذه)
ده‌کیان، روستایی از توابع بخش دهدز شهرستان ایذه در استان خوزستان ایران است.

## جمعیت
این روستا در دهستان دهدز قرار دارد و براساس سرشماری مرکز آمار ایران در سال ۱۳۹۵، جمعیت ۲۷۱ نفر (۷۲خانوار) بوده‌است.